# 아나 파울라 바스케스
아나 파울라 바스케스 플로레스(스페인어: Ana Paula Vázquez Flores, 2000년 10월 5일~)는 멕시코의 양궁 선수로 주 종목은 리커브이다. 올림픽에 2회 참가했으며 2024년 하계 올림픽에서 여자 단체전 동메달을 획득했다. 또한 세계 선수권 대회에서 은메달 1개를 획득했다.